# مالی‌بیگلی حمید
مالی‌بیگلی حمید (ترکی آذربایجانی: Həmid İmamqulu oğlu Qurbanov) خواننده موسیقی مقامی و تارزن قرون ۱۹–۲۰ آذربایجانی و نماینده مکتب موسیقی قره‌باغ بود.

## زندگی‌نامه
مالی‌بیگلی حمید در سال ۱۸۶۹ در دهکده مالی‌بیگلی شهر شوشی چشم به جهان گشود. قبل از آنکه «گروه موسیقی خوانندگان موسیقی مقامی اهل قره‌باغ» تشکیل شده توسط حاجی هوسی ملحق شده و موصیقی‌های مقامی کلاسیک شرقی و آذربایجانی را نزد حاجی هوسو و مشهدی ایسی بیاموزد، به عنوان گاری‌چی مشغول به کار شد. حمید علاوه بر آوازخوانی، نواختن تار را نیز فرا گرفت. اولین مربی تار وی صادق‌جان بود.

## فعالیت‌های هنری
اولین اجرای او در شوشی در مهمانی شخصی به نام «نجفقلی‌آقا» با همراهی حاجی هوسو، مشهدی ایسی، صادق‌جان و «آوانس» صورت پذیرفت. پس از این اجرا، از حمیداغلب به جشن‌های عمومی دعوت به عمل می‌آمد. مدتها در مجالس عروسی و عمومی همراه با نوازندگانی مانند «جوادبگ خانازایسکی»، «مشهدی زینال»، «آرسن یارامیشف» و بعدها مشهدی جمیل امیروف و قربان پیریموف به آوازخوانی پرداخت.
مالی‌بیگلی حمید به عنوان بازیگر نیز فعالیت می‌کرد. نام او را می‌توان بر روی پوسترهای اجراهای اپرا چون «لیلی و مجنون» اثر عزیر حاجی‌بی‌اف و «سیفال ملک» از مشهدی جمیل امیروف مشاهده کرد.
مالی‌بیگلی حمید بسیاری از اوقات در مراسم‌ها آوازخوانی و نوازندگی را همزمان انجام می‌داد. با وجود اینکه همه انواع موسیقی‌های مقامی را با تار می‌نواخت، بیشتر به خوانندگی در مراسم‌ها گرایش داشت. آهنگ‌های «راست» و «سه‌گاه» در اجرای او در سرتاسر ماوراءقفقاز محبوبیت بسزایی داشت. وی نه تنها «سه‌گاه» را در چندین نوع می‌خواند، بلکه «یتیم سه‌گاه» و «اورتا سه‌گاه» را در قالب خودش اجرا می‌کرد. به خاطر نوآوری‌ای که برای موسیقی مقامی «سه‌گاه» به ارمغان آورده بود، خوانندگان آن مقامی را در میان خود «حمید سه‌گاه» می‌نامیدند.
حمید در آغاز قرن بیستم به همراه خانواده خود به شهر گنجه کنونی نقل مکان کرد. در اینجا با مشهدی جمیل امیروف آشنا شد و به مدت مدیدی با هم همکاری کردند. مشهدی جمیل با تار حمید را و حمید مالی‌بیگلی نیز متقابلاً در تار مشهدی جمیل را همراهی می‌کردند. آنها با هم به مجالس عروسی و مجالسی که در شهرهای کنونی گنجه، شمکر، قزاق، تفلیس و مناطق اطراف آنها برپا می‌شد، می‌رفتند و در آنجا به اجرای برنامه می‌پرداختند. مالی‌بیگلی حمید بارها به شهرهای رشت و انزلی ایران دعوت شد. وی همچنین همراه با برادرش «عسگر قربانوف»، و نوازنده کمانچه «بویوک‌کیشی علی اف» برنامه‌هایی را انجام داد.
مالی‌بیگلی حمید در سال ۱۹۱۰ و درپی دریافت دعوت شرکت «گرامافون»، راهسپار ریگا شد و در آنجا چندین اجرا را روی صفحه گرامافون ضبط کرد. وی نه تنها به آوازخوانی ترانه‌های شور، راست، «یتیم سه‌گاه»، همایون و تصنیف‌ها و موسیقی محلی بسنده نمی‌کرد، بلکه خود تار هم می‌نواخت. برادرش «عسگر قربانوف» نیز چندین قطعه موسیقی مقامی با او خوانده بود. His brother Asgar Gurbanov also sang several mughams with him.
بعدها به دلیل بروز مشکلاتی در صدایش، مالی‌بیگلی حمید فقط تارنوازی را پیشه کرد. وی در کنسرت‌هایی که در قره باغ، گنجه و تفلیس برگزار شد، کچچی‌اوغلو محمد، قاسم عبدالله‌اف، موسی شوشینسکی، اسلام عبدالله‌اف، مشهدی محمد فرضعلی‌اف، محمدقلی شوشینسکی و بولبول را در اجرای برنامه‌های موسیقی‌اشان با تار همراهی کرد.
مالی‌بیگلی حمید در روز ۲۲ مارس سال ۱۹۲۲ در شهر آغ‌دام دار فانی را بدرود گفت.